# Baye Oumar Niasse
El Hadji Baye Oumar Niasse, noto semplicemente come Oumar Niasse (Ouakam, 18 aprile 1990), è un ex calciatore senegalese, di ruolo attaccante.

## Biografia
Ha un fratello maggiore chiamato Baye Ibrahima Niasse, anch'egli calciatore professionista.

## Caratteristiche tecniche
È un calciatore versatile che può essere impiegato come attaccante o ala.

## Carriera

### Club
Calcisticamente cresciuto nel settore giovanile dell'Ouakam, Niasse ha fatto il suo esordio in prima squadra durante la stagione 2008-2009; nelle tre annate successive è riuscito a diventare un giocatore fondamentale della squadra.
Il 20 febbraio 2012 è passato in prestito ai norvegesi del Brann, ma ha disputato solo tre partite.
Il 28 luglio 2014 è stato acquistato dai russi della Lokomotiv Mosca per circa cinque milioni di euro, totalizzando 42 presenze e 19 gol.
Il 31 gennaio 2016 è stato acquistato dagli inglesi dell'Everton per circa venti milioni di euro.

### Nazionale
Ha giocato nella nazionale senegalese Under-23.
Tra il 2013 ed il 2018 ha totalizzato complessivamente 9 presenze e 3 reti con la maglia della nazionale senegalese.

## Statistiche

### Cronologia presenze e reti in nazionale
| Cronologia completa delle presenze e delle reti in nazionale ― Senegal | Cronologia completa delle presenze e delle reti in nazionale ― Senegal | Cronologia completa delle presenze e delle reti in nazionale ― Senegal | Cronologia completa delle presenze e delle reti in nazionale ― Senegal | Cronologia completa delle presenze e delle reti in nazionale ― Senegal | Cronologia completa delle presenze e delle reti in nazionale ― Senegal | Cronologia completa delle presenze e delle reti in nazionale ― Senegal | Cronologia completa delle presenze e delle reti in nazionale ― Senegal |
| Data                                                                   | Città                                                                  | In casa                                                                | Risultato                                                              | Ospiti                                                                 | Competizione                                                           | Reti                                                                   | Note                                                                   |
| ---------------------------------------------------------------------- | ---------------------------------------------------------------------- | ---------------------------------------------------------------------- | ---------------------------------------------------------------------- | ---------------------------------------------------------------------- | ---------------------------------------------------------------------- | ---------------------------------------------------------------------- | ---------------------------------------------------------------------- |
| 15-1-2013                                                              | La Serena                                                              | Cile                                                                   | 2 – 1                                                                  | Senegal                                                                | Amichevole                                                             | -                                                                      | 54’                                                                    |
| 16-3-2013                                                              | Dakar                                                                  | Senegal                                                                | 0 – 4                                                                  | Libia                                                                  | Amichevole                                                             | -                                                                      |                                                                        |
| 7-6-2013                                                               | Dakar                                                                  | Senegal                                                                | 1 – 0                                                                  | Mauritania                                                             | Qual. CHAN 2014                                                        | -                                                                      | 84’                                                                    |
| 20-6-2013                                                              | Nouakchott                                                             | Mauritania                                                             | 2 – 0                                                                  | Senegal                                                                | Qual. CHAN 2014                                                        | -                                                                      |                                                                        |
| 25-5-2014                                                              | Carouge                                                                | Senegal                                                                | 3 – 1                                                                  | Kosovo                                                                 | Amichevole                                                             | 2                                                                      |                                                                        |
| 13-11-2015                                                             | Antananarivo                                                           | Madagascar                                                             | 2 – 2                                                                  | Senegal                                                                | Qual. Mondiali 2018                                                    | -                                                                      | 56’                                                                    |
| 26-3-2016                                                              | Dakar                                                                  | Senegal                                                                | 2 – 0                                                                  | Niger                                                                  | Qual. Coppa d'Africa 2017                                              | 1                                                                      | 63’                                                                    |
| 28-5-2016                                                              | Kigali                                                                 | Ruanda                                                                 | 0 – 2                                                                  | Senegal                                                                | Amichevole                                                             | -                                                                      | 49’                                                                    |
| 23-3-2018                                                              | Kota Bharu                                                             | Senegal                                                                | 1 – 1                                                                  | Uzbekistan                                                             | Amichevole                                                             | -                                                                      | 66’                                                                    |
| Totale                                                                 |                                                                        | Presenze                                                               | 9                                                                      |                                                                        | Reti                                                                   | 3                                                                      |                                                                        |

## Palmarès
- Campionato senegalese: 1

Ouakam: 2010-2011
- Coppa di Russia: 1

Lokomotiv Mosca: 2014-2015